# James McKinney

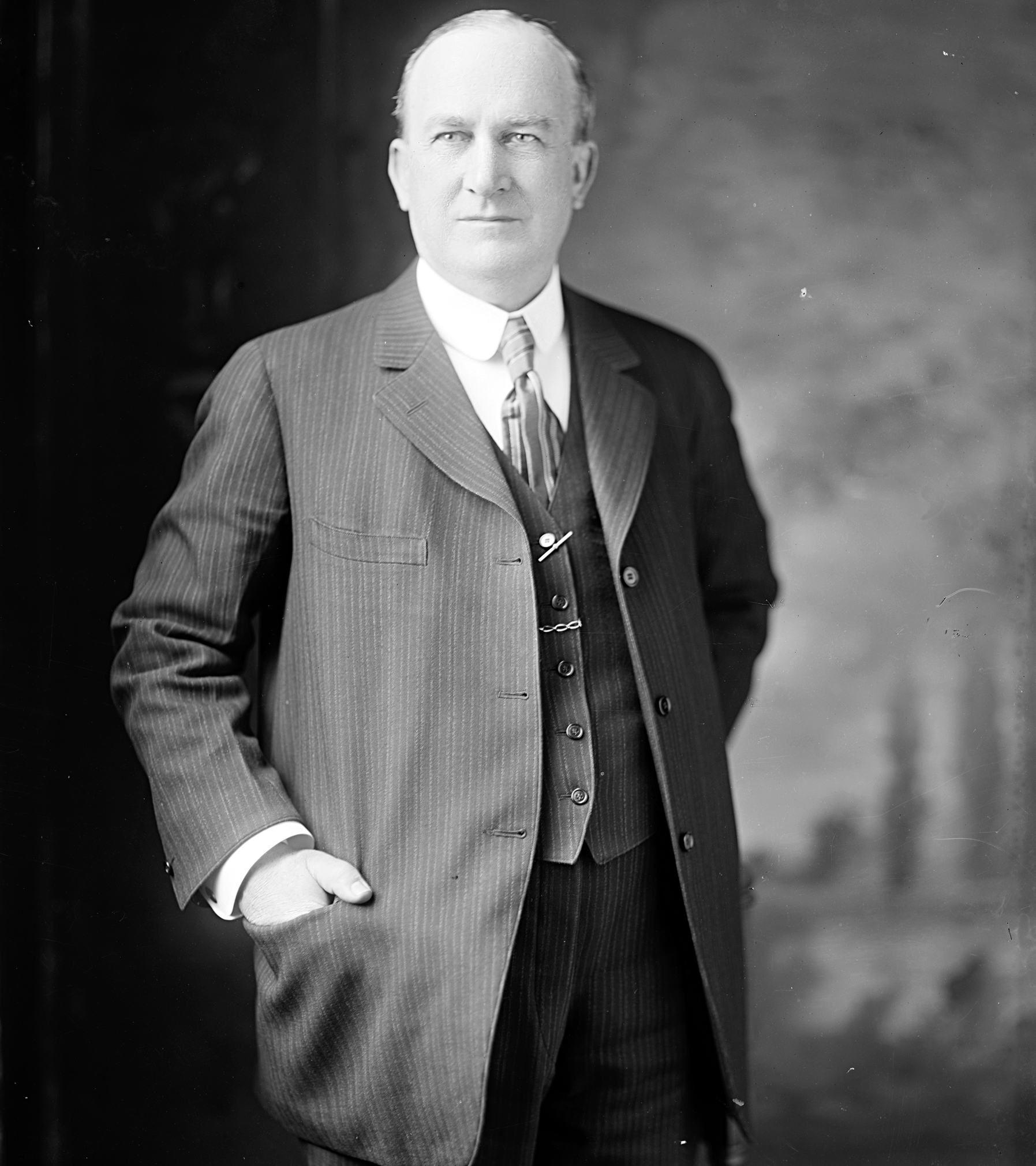
James McKinney

James McKinney (* 14. April 1852 in Oquawka, Illinois; † 29. September 1934 in Aledo, Illinois) war ein US-amerikanischer Politiker. Zwischen 1905 und 1913 vertrat er den Bundesstaat Illinois im US-Repräsentantenhaus.

## Leben
James McKinney besuchte die öffentlichen Schulen seiner Heimat und danach bis 1874 das Monmouth College. Zwischen 1892 und 1907 war er Präsident der Aledo Bank in der gleichnamigen Stadt. Gleichzeitig schlug er als Mitglied der Republikanischen Partei eine politische Laufbahn ein. In den Jahren 1896 und 1900 nahm er als Delegierter an den regionalen Parteitagen der Republikaner in Illinois teil. Danach war er von 1901 bis 1902 Mitglied der Eisenbahn- und Lagerkommission (State railroad and warehouse commission) seines Staates. Von 1902 bis 1903 leitete er den Bildungsausschuss der Stadt Aledo.
Nach dem Tod des Abgeordneten Benjamin F. Marsh wurde McKinney bei der fälligen Nachwahl für den 14. Sitz von Illinois als dessen Nachfolger in das US-Repräsentantenhaus in Washington, D.C. gewählt, wo er am 7. November 1905 sein neues Mandat antrat. Nach zwei Wiederwahlen konnte er bis zum 3. März 1913 im Kongress verbleiben. Im Jahr 1912 verzichtete er auf eine erneute Kandidatur.
In den Jahren 1908 und 1909 war James McKinney Vorsitzender der Illinois State Bankers’ Association. Hauptberuflich arbeitete er in Aledo in der Immobilienkreditbranche. In dieser Stadt ist er am 29. September 1934 auch verstorben.